# 堂街镇
堂街镇，是中华人民共和国河南省平顶山市郏县下辖的一个乡镇级行政单位。

## 行政区划
堂街镇下辖以下地区：
堂街西村、龙王庙村、邵湾村、前窑村、北张庄村、郭庄村、圈李村、汪来湾村、孔湾东村、孔湾西村、堂街东村、寺后村、段李庄村、李世和庄东村、李世和庄西村、丁庄村、岔河村、李王寨村、后庄村、南朱洼村、石桥店村、士庄东村、士庄中村、士庄西村、关庄村、石洼村、南王楼村、李楼村、南谢庄村、曹庄村、孟庄村、上李村、张沟村、小谢庄村、王寨村和唐庄村。

## 中国传统村落
2012年，临沣寨被评为首批“中国传统村落”。